# Карлышева, Марина Сергеевна
Марина Сергеевна Карлышева (род. 22 октября 1988, Пермь) — актриса Молодёжного театра Ростова-на-Дону, Театра 18+, Театра.doc и Трансформатора.doc. Ведущая телепередачи «Привет, Фунпатрия».

## Биография
Марина Карлышева родилась в Перми 22 октября 1988 года. С детства проявляла актёрские способности. Обучалась в школе с театральным уклоном. Но впоследствии отошла от театральной тематики и после 9-го класса поступила в Лицей № 2 в географический класс. После окончания школы хотела поступать на географический факультет Пермского государственного университета, но в последний момент подала документы на художественно-педагогический факультет Пермского государственного института искусств и культуры. И уже во время вступительных экзаменов «загорелась» актёрским искусством.
В институте культуры, Марина поступила на курс Михаила Скоморохова при Пермском театре юного зрителя. Во время обучения её приглашают играть в антрепризном театре им. Георгия Вицина где она играет в спектакле по пьесе Клода Манье «Блэз».
Окончив обучение, её приглашает Заслуженный деятель искусств Российской Федерации Л. О. Лелянова. Марина переезжает в Ростов-на-дону и становится актрисой Ростовского-на-дону Академического Молодёжного театра. На тот момент Молодёжный театр очень нуждался в артистке-инженю. Её тут же занимают в спектакле «Я — Ротшильд» по роману Ф. М. Достоевского «Подросток». В этом же сезоне она получает роли ещё в трёх спектаклях Ларисы Леляновой  «Новогодний переполох 2» «Vivat Молодёжный» и «Почётный гражданин кулис» — спектакль о А. П. Чехове созданного по мотивам воспоминаний Щепкиной-Куперник, Ольги Книппер-Чеховой, Владимира Немировича-Данченко и других современников А. П. Чехова. К этому спектаклю музыку пишет её муж Максим (MM X) Осокин и театральный композитор Геннадий Маслов.
Принимает участие в проекте «Больничная клоунада». В 2012 году в составе команды больничной клоунады г. Ростова-на-Дону становится победителем в проекте «ТОП-35. Успешные люди нашего города — 2012» в номинации «Общество».
В 2012 году Марину приглашают качестве актрисы в негосударственный театр «18+». Не прекращая работу в «Ростовском-на-дону Академическом Молодёжном театре» она принимает участие в театральных читках, а в январе 2013 на открытии театра «18+» играет в спектакле «Папа», поставленном Юрием Муравицким. Пьесу для этого спектакля написала землячка Марины — Любовь Мульменко. Далее Марина принимает участие во всех новых постановках и становится одной из ведущих актрис театра «18+».
В 2012 году становится участницей музыкальной группы «Седьмой Ангел project» в качестве вокалистки и бэк-вокалистки. В 2013 году пишет сценарий к первому клипу группы на песню «Встанем и устоим», а также принимает в нём участие в качестве актрисы.
С ноября 2012 по март 2013 года принимает участие в проекте «Арт Амнистия». В одной из колоний Ростовской области, совместно с заключёнными был поставлен спектакль «Король Лир» по пьесе Уильяма Шекспира. В качестве драматурга выступает Мария Зелинская, режиссёр Юрий Муравицкий. Премьера состоялась 22 марта 2013 года.
В 2013 году по итогам конкурса «Действующие Лица» пьеса Марии Зелинской «Про то как я попал в дом где лечат людей», посвящённая Марине, занимает второе место и издаётся в сборнике «лучшие пьесы 2012».
С 2015 года живёт в Москве. Сотрудничает с Театром.doc, принимает участие в театральных экспериментах Всеволода Лисовского.

## Театральные роли

### Роли в Перми
- 2008 — «Блэз» — Лаура. Режиссёр Д. А. Николаев
- 2009 — «Жених подоверенности» — Луиза. По пьесе Ф. А. Кони Режиссёр Т. П. Жаркова.
- 2009 — «Небесныйбарабанщик» — СофьяТолстая. По биографии C. А. Есенина. Режиссёр И. В. Максимова.
- 2009 — «Людвиг XIVЛарсен и ТуттаКарлсон» — зайчонок Туффа-Ту и цыплёнок Пикки. По произведению Яна Экхольма Режиссёр Т. П. Жаркова.

### Роли в Ростове-на-Дону
- 2009 — «Я Ротшильд» — Ольга. По роману Фёдора Михайловича Достоевского Подросток
- 2009 — «Гамлет» — Леди. Шекспир, Уильям. Режиссёр В. Чигишев. (сейчас главный режиссёр Казанского государственного театра юного зрителя)
- 2009 — «Новогодний переполох 2» — Элли. Режиссёр Л. О. Лелянова
- 2010 — «Почётный гражданин кулис» — О А. П. Чехове по воспоминаниям современников. Режиссёр Л. О. Лелянова
- 2010 — «Трансфер» — по по пьесе Максима Курочкина. Режиссёр Юрий Мельницкий
- 2010 — «Vivat Молодёжный» — Чарли Чаплин. Режиссёр Л. О. Лелянова
- 2010 — «Недоросль» — по Д. И. Фонвизину — Дворовая девка. Режиссёр Б. Уваров.
- 2011 — «Сказ про Прошкины хождения…» — Принцесса Агрофена. Режиссёр С. В. Беланов.
- 2011 — «Волшебное платье» — по пьесе Сергея Медведева. Режиссёр Юрий Мельницкий
- 2011 — «Приключение Дюймовочки» — Дюймовочка. Андерсен, Ханс Кристиан. Режиссёр Сергей Гуревнин
- 2011 — «Очень простая история»- Дашка. Режиссёр И. Черкашин.
- 2011 — «Белоснежка и 7 гномов» — Белоснежка. Инсценировка Юрия Попова по мотивам сказки братьев Гримм.
- 2011 — «Праздничный сон до обеда» — Устинька. Островский, Александр Николаевич. Режиссёр Наталья Леонова
- 2012 — «Класс Бенто Бончева» в рамках лаборатории[5] Олега Лоевского — пьеса Максима Курочкина постановка режиссёра Сцена-Молот Дамира Салимзянова.
- 2012 — «Гусары вперед» — Шурочка Азарова / корнет Азаров. По пьесе Александра Гладкова «Давным-давно». Режиссёр М. В. Заец.
- 2012 — «Вечера на хуторе близ Диканьки» — Оксана. По одноимённой повести Николая Васильевича Гоголя. Режиссёр М. В. Заец.
- 2013 — «Папа» — Алла, Актриса, Маша. По пьесе Любови Мульменко. Режиссёр Юрий Муравицкий. (Театр «18+»)[6][7].
- 2013 — «Как Живые» — Настя. По пьесе Марии Зелинской. Режиссёр Ольга Калашникова. (Театр «18+»).
- 2013 — «Девочки» — Старшая сестра. По пьесе Вадима Леванова «Мама-смерть». Режиссёр Ольга Калашникова. (Театр «18+»).
- 2013 — «Бал Воров» — Полицейская. Режиссёр М. В. Заец.
- 2013 — «Жаба» — По пьесе Сергея Медведева. Режиссёр Руслан Маликов. (Театр «18+»).

### Роли в Москве
- 2016 — «Неявные воздействия». Режиссёр Всеволод Лисовский. (Театр.doc)[8]
- 2016 — «Молчание классиков. Вакханки». Режиссёр Всеволод Лисовский. (Театр.doc)
- 2016 — «Молчание классиков. Гамлет». Режиссёр Всеволод Лисовский. (Театр.doc)
- 2018 — «Сквозь / Скольжение по возможностям». Режиссёр Всеволод Лисовский. Трансформатор.doc.
- 2018 — «Сквозь / Скольжение по возможностям». Трансформатор.doc, Москва[9][10][11].
- 2018 — «БУРСАКИ: Бог Шрёдингера». Режиссёр Юрий Шехватов. (Театр.doc)[12].

## Награды и достижения
- 2012 — Победитель премии «ТОП-35. Успешные люди нашего города — 2012» (Ростов-на-Дону) в номинации «Общество».

## Прочие проекты
- 2012 — Вокалистка/Бэк-вокалистка в группе «Седьмой Ангел project».
- 2013 — Сценарист клипа «Встанем и устоим».
- 2016 — Актёр и продюсер фильма Марии Зелинской «Камни в воде».